# Rezerwat przyrody Rogóźno
Rezerwat przyrody Rogóźno – leśny rezerwat przyrody położony w gminie Przedecz, powiecie kolskim (województwo wielkopolskie).
Powierzchnia: 0,39 ha.
Został utworzony w 1958 roku w celu ochrony lasu mieszanego z bukiem zwyczajnym (Fagus silvatica) i klonem polnym (Acer campestre) na granicy ich zasięgu.
Zbiorowisko roślinne rezerwatu reprezentuje zespół grądu środkowoeuropejskiego. Gatunkiem panującym w drzewostanie jest lipa drobnolistna z udziałem grabu pospolitego, buka zwyczajnego, jesionu, sosny zwyczajnej i klonu polnego.

## Podstawa prawna
- Zarządzenie Ministra Leśnictwa i Przemysłu Drzewnego z dnia 30 lipca 1958 r. w sprawie uznania za rezerwat przyrody, Monitor Polski z 1958 r, Nr 65, Poz. 385
- Obwieszczenie Wojewody Wielkopolskiego z dn. 4.10.2001 r. w sprawie ogłoszenia wykazu rezerwatów przyrody utworzonych do dn. 31.12.1998 r.